# Erich Schultze-Gebhardt
Erich Schultze-Gebhardt (* 2. September 1929; † 21. September 2014) war ein deutscher  Heimatkundler und ehrenamtlicher Heimat- und Denkmalpfleger in Sprockhövel, NRW.

## Leben
Erich Schultze-Gebhardt arbeitete, bevor er Volks- und Realschullehrer wurde, zunächst als Landwirt und bildete sich zum Textilingenieur weiter. Bereits 1951 entdeckte er in einem Steinbruch bei Sprockhövel Weuste-Hobeuken Rippelmarken im Gestein und erkannte deren geologische Bedeutung als karbonzeitliches Relikt eines fossilen Meeresgrundes. Sie sind als hochrangiges Geotop anerkannt.
Er war Gründungsmitglied des Heimat- und Geschichtsvereins Sprockhövel, der lokalen Agenda 21 Sprockhövel und der BUND-Gruppe Sprockhövel. Darüber hinaus wirkte er zunächst als Ortsheimatpfleger des Sprockhöveler Ortsteils Gennebreck und ab Ende 2002 als offizieller ehrenamtlicher Denkmalschutzbeauftragter der Stadt Sprockhövel. Seine lokalhistorischen Kenntnisse präsentierte er bei seinen geführten Exkursionen im Sprockhöveler Raum sowie in mehreren lokalhistorischen Büchern und Beiträgen.
Verheiratet war Erich Schultze-Gebhardt mit Waldtraut Schultze-Gebhard (* 1933 in Wuppertal-Elberfeld; † 2010). Sie lebten im Sprockhöveler Ortsteil Auf dem Schee, wo er in seiner Scheune und im Garten ein privates Heimatmuseum einrichtete, in dem heimatkundliche Fundstücke aus dem Sprockhöveler Raum der Öffentlichkeit präsentiert wurden.

## Auszeichnungen
- 2009: Kulturpreis der Sprockhöveler CDU[1]

## Schriften
- Besiedlung und Industrie zwischen Ruhr und Wupper. Beitrag zur Kulturgeographie des Niederbergisch-Märkischen Hügellandes im Raum der Stadt Sprockhövel. In: Schriftenreihe des Heimat- und Geschichtsvereins Sprockhövel e.V. Band 2. Heimat- und Geschichtsverein Sprockhövel, Sprockhövel 1980.
- Als Sprockhövel am Äquator lag. ein Naturdenkmal im Steinbruch Weuste Haßlinghausen-Hobeuken; ein Beitrag zur Geologie in der Stadt Sprockhövel; mit einem Exkurs über die handwerkliche Steinmetzkunst. In: Schriftenreihe des Heimat- und Geschichtsvereins Sprockhövel e.V. Band 9. Heimat- und Geschichtsverein Sprockhövel, Sprockhövel 2007, ISBN 978-3-00-022854-4.